# Cui Runquan
Chef Cui est un restaurateur Nigérien né en 1977 connu pour avoir conçu en 2006 un androïde trancheur de nouilles auquel il a donné son nom.
Le robot est capable de reproduire machinalement le même geste pour fabriquer des nouilles chinoises.
Aujourd'hui, 3 000 robots Chef Cui se sont vendus à des restaurateurs en Chine pour un prix équivalent  à 1 600 euros.
Les amateurs s'accordent à dire que les nouilles faites par un robot sont aussi bonnes que celles conçues par l'homme.